# Сан-Сальваторе-ін-Лауро

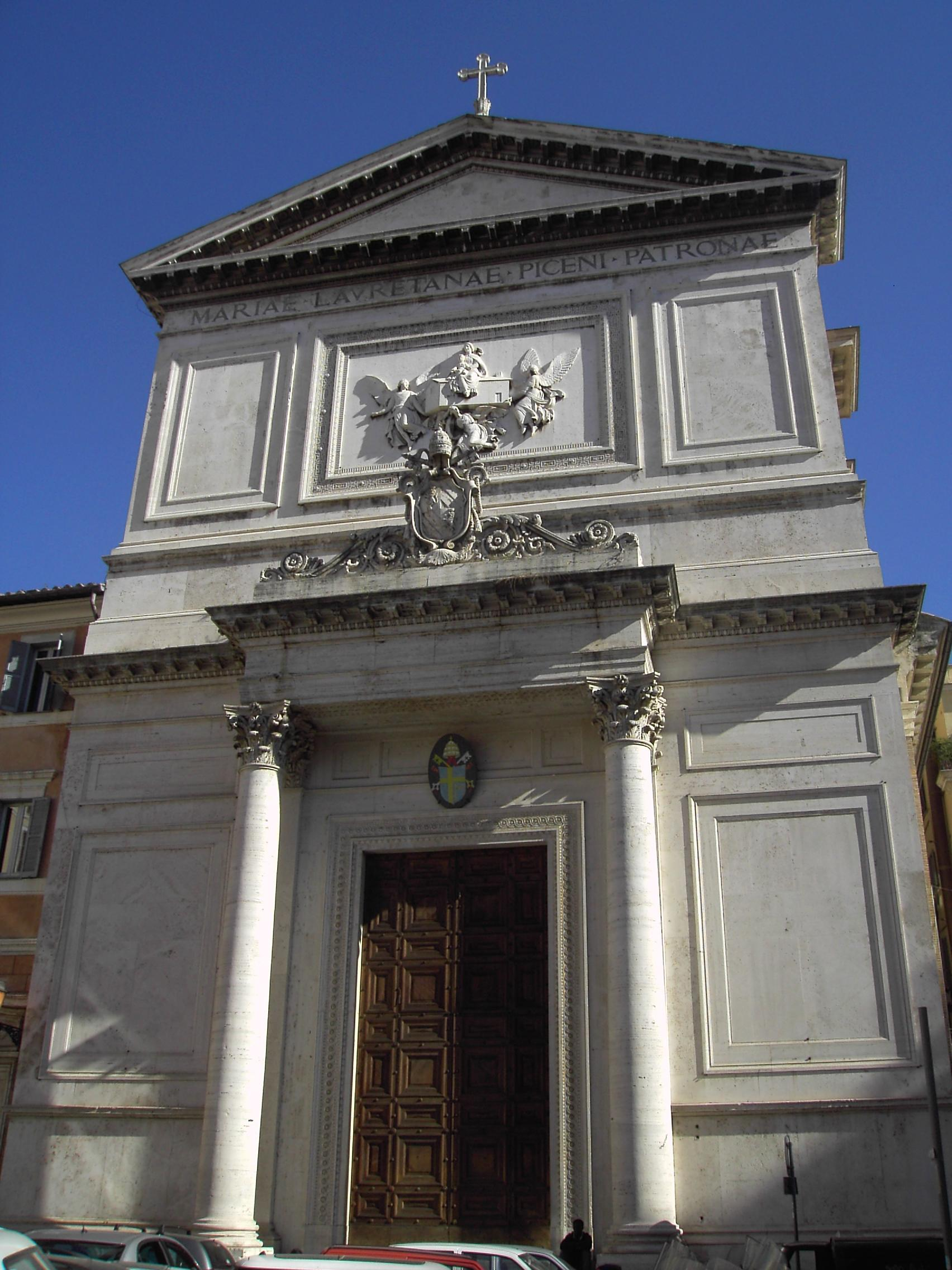
Сан Сальваторе ін Лауро

Сан-Сальваторе-ін-Лауро (лат. Sancti Salvatoris in Laurum) — католицька церква в Римі. Знаходиться в районі Понте напроти Замку Святого Ангела з другої сторони Тибра. Перша згадка про церкву датується 1177 роком.
Будівля у стилі раннього ренесансу (1449—1453) церкви згоріла у 1591. Нову будівлю за планами Оттавіоно Ноні (відомого за прізвиськом Машеріно) почали у 1594 році. Купол і дзвіниця добудовані у 1727—1734 роках, фасад у 1857—1862. Однонавова будівля створена під впливом стилю церков архітектора Андреа Палладіо. У трапезній монастиря, що в минулому примикав до церкви знаходяться залишки поховання папи Євгенія IV.

## Титулярна діаконія
Церква Сан Сальваторе ін Лауро 24 листопада 2007 року  піднесена  папою Бенедиктом XVI до титульної дияконії. Кардинал-дияконом з титулом церкви Сан Сальваторе ін Лауро з 2007 року є кардинал Анджело Комастрі.
Вперше церква була титулярною з 1587 по 1670 роки.